# روميو يجب أن يموت
روميو يجب أن يموت (بالإنجليزية: Romeo Must Die)‏ هو فيلم حركة تم إنتاجه في الولايات المتحدة وصدر في سنة 2000. من بطولة جت لي وآليا وأيزيا واشنطن.

## القصة
يسعى شرطي الثأر من قاتل أخيه ويقع على ابنة رجل أعمال ضائع في صفقة المال مع والده.

## الميزانية والإيرادات
بلغت تكلفة إنتاج الفيلم حوالي 25 مليون دولار بينما حقق أرباحا تقدر بـ 91,036,760 دولار.

## وصلات خارجية
- روميو يجب أن يموت على موقع IMDb (الإنجليزية)
- روميو يجب أن يموت على موقع ميتاكريتيك (الإنجليزية)
- روميو يجب أن يموت على موقع روتن توميتوز (الإنجليزية)
- روميو يجب أن يموت على موقع نتفليكس (الإنجليزية)
- روميو يجب أن يموت على موقع قاعدة بيانات الأفلام العربية
- روميو يجب أن يموت على موقع ألو سيني (الفرنسية)
- روميو يجب أن يموت على موقع Turner Classic Movies (الإنجليزية)
- روميو يجب أن يموت على موقع أول موفي (الإنجليزية)
- روميو يجب أن يموت على موقع بوكس أوفيس موجو (الإنجليزية)
- روميو يجب أن يموت على موقع فيلمافينيتي (الإسبانية)